# Nina Van Koeckhoven
Nina Van Koeckhoven (Gante, 6 de octubre de 1983) es una deportista belga que compitió en natación. Ganó dos medallas en el Campeonato Europeo de Natación de 2000, plata en 4 × 100 m estilos y bronce en 4 × 100 m libre.

## Palmarés internacional
| Campeonato Europeo | Campeonato Europeo   | Campeonato Europeo | Campeonato Europeo |
| Año                | Lugar                | Medalla            | Prueba             |
| ------------------ | -------------------- | ------------------ | ------------------ |
| 2000               | Helsinki (Finlandia) | Medalla de plata   | 4 × 100 m estilos  |
| 2000               | Helsinki (Finlandia) | Medalla de bronce  | 4 × 100 m libre    |